# 上巴河镇
上巴河镇，是中华人民共和国湖北省黄冈市团风县下辖的一个乡镇级行政单位。

## 行政区划
上巴河镇下辖以下地区：
上巴河社区、八里畈村、许家河村、新桥河村、黄泥岗村、新店村、上巴河村、胡家咀村、黄家新屋村、张家老屋村、标云岗村、螺蛳港村、张家寨村、花园岗村、剪子岗村、马家潭村、十八坡村、马家堑村、柳家大湾村、车站村、窑上村、曹岗村、大屋湾村、宋家凉亭村、西瓜铺村、熊坳村、天山村、霸王台村和东河村。